# Kárpátalja vízrajza
Kárpátalja folyói a Felső-Tisza medencéjének vízrendszeréhez tartoznak, az Északkeleti-Kárpátok homokkő-övezetének bővizű rétegforrásaiból erednek. A Kárpátok nyugati oldalán eredő 9429 folyó, patak, ér, forrás vize egyesül a Tiszában, ezek hossza közel 20 ezer km. Az itt eredő folyókból és patakokból 9277-nek a hossza nem éri el a 10 km-t sem, 152 folyó hossza meghaladja a 10 km-t, és 4 folyó hossza haladja meg a 100 km-t (Tisza, Ung, Latorca, Borzsa).

## Folyók

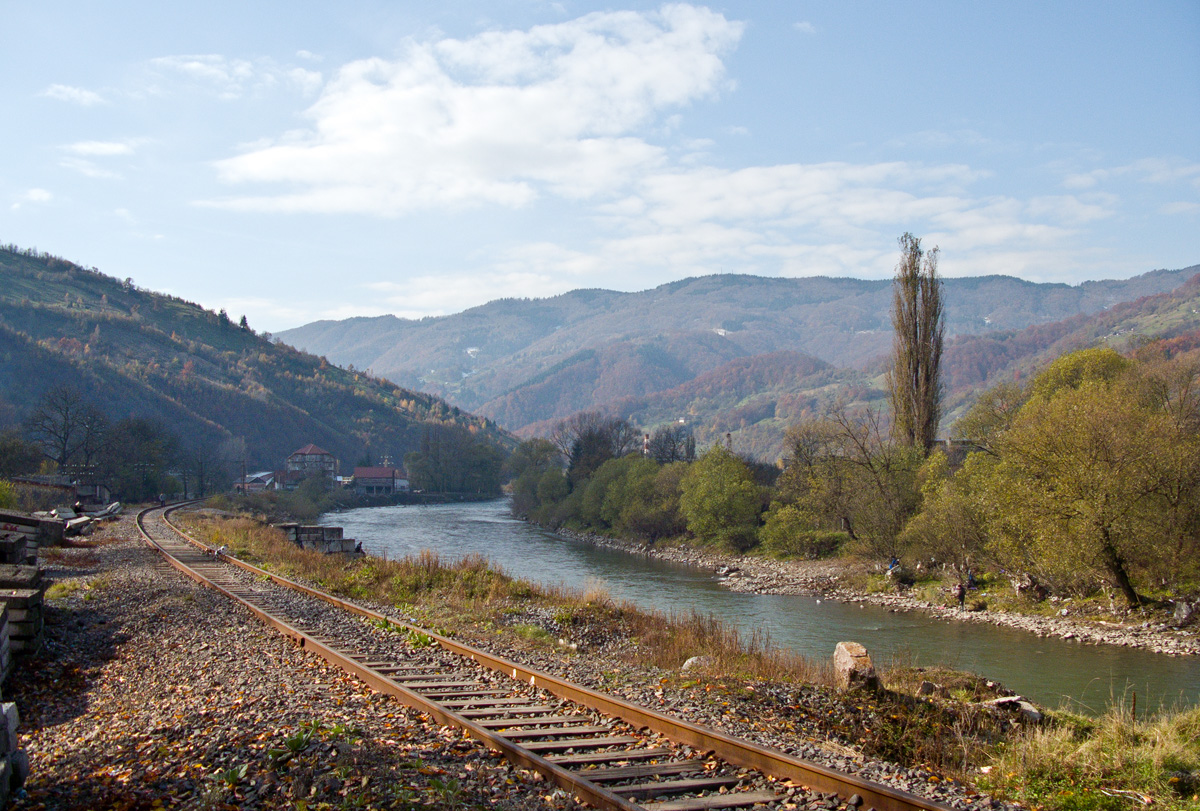
A Tisza Rahónál

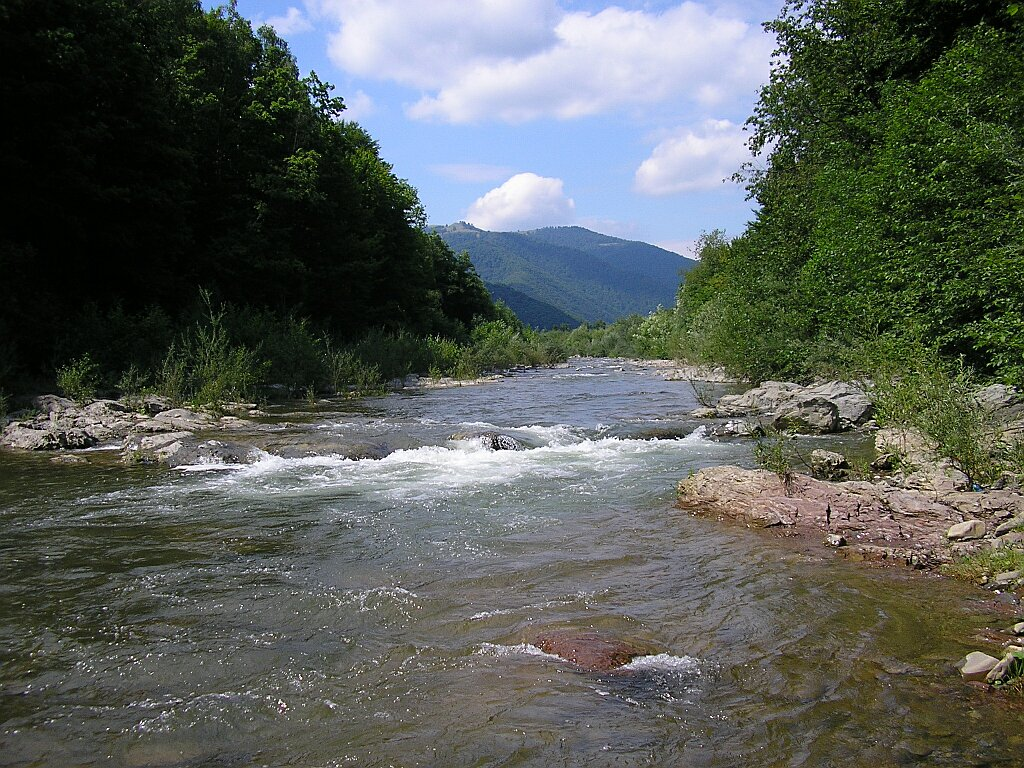
A Talabor Kövesligetnél

A folyóhálózat mai képe a harmadkor végi vulkanikus vonulat felboltozódása után alakult ki. A vulkáni hegyek kiemelkedésével csak a nagyobb folyók eróziós munkája tudott lépét tartani (Tisza, Ung, Latorca, Borzsa), a nagy esésű bővizű folyók a hegységek felhalmozódása idején is mélyíteni, szélesíteni tudták a völgynyílásukat, és a hegységek között a hatalmas víztömeg tágas völgykapukat alakított ki (Huszti-, Dolhai-, Munkácsi-, Ungvári-kapu). A folyók útjukban a flis és a vulkáni zónákon átvágják magukat, mélyítő munkát végezve tartanak az Alföld irányába, esésük erőteljesen csökken, és a síkság peremén megszabadulva terhüktől hordalékkúpot halmoznak fel. A folyók mint teraszos völgyben futnak. Fejlődésük során hat terasz képződött. A folyók vízjárása ingadozó. Hóolvadáskor, a csapadékos időszak beköszöntését követően, de 1-2 napos esőzés után is rövid időn belül, néhány óra elteltével a folyók vízmennyisége rohamosan növekszik, a medrek megtelnek. A gyors vízszintemelkedés a bőséges csapadék mellett a hegységalkotó kőzetek (homokkő, riolit, dácit, andezit stb.) azon tulajdonságéból ered, hogy a rájuk hulló csapadéknak csak a minimális hányada szivárog be, nagyobb része viszont az élénk lejtőkön gyorsan lefolyik, és így idéznek elő a patakokban, folyókban rendkívül magas vízállásokat.
A folyóknak általában két árvízük van; kora tavasszal hóolvadáskor és kora nyáron a júniusi esőmaximumok idején. De az év bármely időszakában jelentkezhet nagyobb árvíz.
Legnagyobb folyó a Tisza. A 962 km teljes hosszából 201 km-es szakasza található Kárpátalján, amelynek egyik forrásága a 49 km hosszú Fekete-Tisza az 1883 m magas Szvidovecben, a Csorna Kleva (Fekete-ág, 1718 m) oldalában 1680 m magasságban, a másik ága a 34 km hosszú Fehér-Tisza a Csornahorában 1600 m magasságban ered. A két ág Rahó felett egyesül. Az egyesült Tisza megtartja a Fekete-Tisza nagyjából az észak-déli irányát egészen a Visó beömléséig, majd nyugat felé fordul. Técsőig az ukrán-román határon folyik és a Huszti-kapun kijut a síkságra, ahol nagy kiterjedésű hordalékkúpot épít. Ezután folytatja útját a Beregi-Tiszahát peremén, majd Csap közelében Tiszasalamonnál hagyja el Kárpátalját. A Tisza Kárpátalja területén bal oldalról a Batárt, jobb oldalról a Kaszót, a Gyertyánost, az Apsicát, a Taracot, a Talabort, a Nagy-ágat, a Borzsát veszi fel. Az Uzsoki-hágó közelében eredő Ung és a 190 km hosszú Latorca vize a Bodrog közvetítésével jut a Tiszába. Kisebb folyók a Turja, Havas-patak, Szernye, Zsdenyova (Szarvas-patak), Kis-Pinye és Nagy-Pinye, Dusina, Viznice (Vizes-patak), Sztára, az Ilosva és Szinyanka.

## Tavak

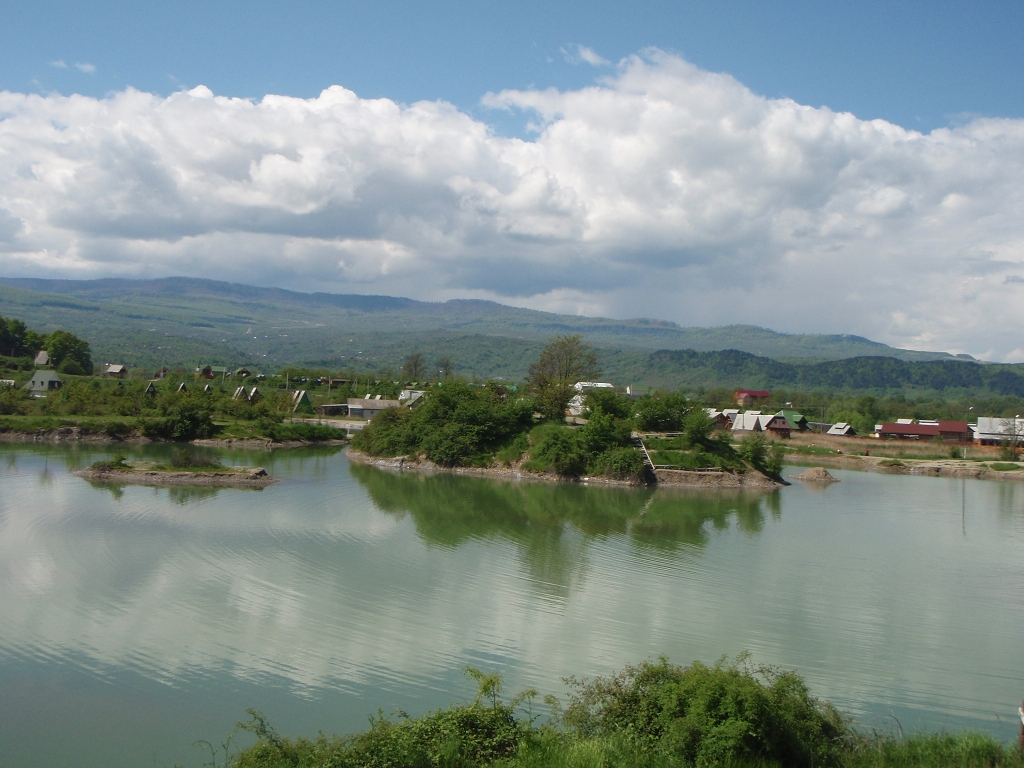
Sóstó Aknaszlatinán

Állóvizekben Kárpátalja nem bővelkedik. Legjelentékenyebb a Máramarosi-havasokban a Talabor egyik forráságán 989 m magasságban hegyomlással keletkezett szív alakú, 500 m átmérőjű, 15–20 m mély Szinevéri-tó. A pleisztocénkori eljegesedés a Máramarosban több glaciális eredetű tengerszemet hozott létre. Ezek apró, de festői környezetű tavacskák a Szidovec, a Csornahora csoportjában, a Hoverla és a Turkul szakadékaiban rejtőznek. A vulkáni hegységekben is előfordul néhány kisebb tó, pl. a Nagyszőlősi-hegységben a Lipcsei-tó, a Kéklő-hegységben (Szinyák) a Kapuszögi-tó. A mesterséges tavak közül a Talabor–Nagy-ági vízerőmű tározója, az Égermezei-víztározó a legnagyobb. A 20 km² nagyságú völgyi víztározó 23 millió m³ víz befogadására alkalmas. Említést érdemelnek még a lecsapolt Szernye-mocsár legmélyebb részeit kitöltő kisebb-nagyobb, 800–1500 m átmérőjű tavak, és a síksági folyók mentén kialakult morotvatavak.

## Ásványvizek
Kárpátalján több mint 300 ásványvízforrást tartanak számon. Ezek 61%-a a hegyek között, 33%-a hegylábaknál, 6%-a síkságon található. Ásványos források vannak: Uzsokon, Szolyván, Királyfiszálláson, Polenán, Ploszkótelken, Dombostelken, Szarvaskúton, Iványiban, Gyertyánligeten, Visken. Konyhasós forrás található Aknaszlatinán és Királymezőn.
Jelentős gyógyfürdők találhatók Aknaszlatinán, Kovászón, Polenán, Sajántelepen.